# Ensemble baroque de Limoges
L'Ensemble baroque de Limoges est un ensemble français spécialisé dans l'interprétation de la musique baroque, créé en 1985 par Jean-Michel Hasler.
L'Ensemble baroque de Limoges est l'un des huit membres fondateurs de la FEVIS, créé en 1999.

## Présentation
L’Ensemble baroque de Limoges est un orchestre international qui explore, diffuse et fait partager l’univers musical de l’époque allant de Vivaldi au jeune Mozart. Sous l’impulsion de son chef, Christophe Coin, il redécouvre ainsi les maîtres ignorés par la postérité, les instruments en dehors du schéma classique et suggère un regard nouveau sur la partition et le répertoire.
Si l’Ensemble baroque de Limoges est l’invité des plus grandes salles et de nombreux festivals, il crée également les conditions d’une meilleure connaissance de la musique par un plus grand nombre : sensibilisation auprès du jeune public, formation de professionnels, constitution d’un laboratoire de recherche appliquée, participation à la création d’un label discographique… ses activités dépassent les limites de la salle de concert.
L’Ensemble baroque de Limoges, implanté en Limousin, est résident permanent du château de la Borie.
Ses sorties discographiques ont souvent été récompensées par des prix : Victoires de la musique classique, prix de l’Académie Charles-Cros, Diapason d'or, Choc du Monde de la Musique, « ffff » de Télérama…
L'ensemble annonce la fin de ses activités en 2013 à la suite d'une divergence de point de vue entre sa direction musicale et la fondation La Borie, où il était en résidence,.

## Discographie sélective
Sous le label Lyrinx :
- André Campra : Les Fêtes vénitiennes - André Cardinal Destouches : Les Éléments - Le Carnaval et la Folie (direction Jean-Michel Hasler)
- Claudio Monteverdi : Combat de Tancrede (direction Jean-Michel Hasler)

Sous le label Laborie :
- Delirium : concertos et nocturnes pour lire organizzate (vielle organisée), divertimenti pour baryton de Joseph Haydn
- Reflexio : sonates pour flûte de Jean-Sébastien Bach
- Les Folies de Cardenio : musique de ballet de Michel-Richard de Lalande
- Grands Motets de Sébastien de Brossard